# The Bat (opera teatrale)
The Bat è un dramma teatrale scritto da Mary Roberts Rinehart e Avery Hopwood nel 1920. La storia, un mystery, è ambientata in una casa di campagna dove un gruppo di persone cerca un bottino nascosto, mentre un assassino misterioso, the Bat (il pipistrello) li uccide uno alla volta.
La prima si tenne a New York, al Morosco Theatrhe il 23 agosto 1920. La commedia messa in scena con la regia di Collin Kemper e prodotta da Wagenhals e dallo stesso Kemper, ottenne un grande successo tanto da venir replicata per 867 volte. Chiuse nel settembre 1922.
The Bat venne ripresa a Broadway, al Majestic Theatre il 31 maggio 1937 e poi al National Theatre il 20 gennaio 1953. Il lavoro di Hopwood e Rineharth diede spunto a diverse trasposizioni cinematografiche negli anni venti e trenta, la prima delle quali fu The Bat di Roland West del 1926.

## Trama

### Cast della prima
- Richard Barrows: Richard Fleming
- Edward Ellis: Doctor Wells
- Effie Ellsler: Miss Cornelia Van Gorder
- Harrison Hunter: Detective Anderson
- Kenneth Hunter: Reginald Beresford
- Anne Morrison: Miss Dale Ogden
- Harry Morvil: Billy
- Stuart Sage: Jack Brooks
- Robert Vaughan: sconosciuto
- May Vokes: Lizzie Allen

### Trasposizioni cinematografiche
- The Bat di Roland West (1926)
- The Gorilla di Alfred Santell (1927)
- The Gorilla di Bryan Foy (1930)
- The Bat Whispers di Roland West  (1930)
- Sh! The Octopus di William C. McGann  (1937)
- The Gorilla di Allan Dwan  (1939)
- Il mostro che uccide (the bat) di Crane Wilbur (1959)